# Karl Paquette
Scènes principales
Opéra national de Paris
Karl Paquette, né le 19 décembre 1976 à Paris, est un danseur français. Il a été étoile du ballet de l'Opéra de Paris.

## Les débuts
En 1987 Karl Paquette entre à l'École de danse de l'Opéra de Paris. Lors du spectacle donné par l'école à l'occasion de la fin d'études, il danse le premier rôle de La Fille mal gardée.

## Dans le ballet de l'Opéra de Paris
À l'âge de dix-sept ans, en 1994, Karl Paquette est engagé dans le corps de ballet.
Devenu quadrille en 1995, coryphée  en 1996 et sujet en 2000, il est promu premier danseur en 2001, après avoir présenté des variations de La Bayadère et de La Esmeralda.

## Danseur étoile
Karl Paquette est nommé danseur étoile le 31 décembre 2009, à l'issue de la représentation de Casse-Noisette de Rudolf Noureev. Il fait ses adieux à l'Opéra de Paris le 31 décembre 2018 dans le rôle du prince de Cendrillon.

## Récompenses
Il atteint en 1995 la finale du concours de l'Eurovision des jeunes danseurs. En 1999 il reçoit  le prix du Cercle Carpeaux.
Commandeur des Arts et Lettres

## Style
Sa danse puissante, engagée et généreuse fait de lui l'interprète idéal des rôles noirs au sein des ballets.
Habitué des remplacements au pied levé lors de blessures d'autres danseurs, Karl Paquette gagne une réputation d'homme providentiel auprès d'une partie du public.

## Après sa carrière d'étoile
En septembre 2020, il devient professeur à l'école de danse de l'Opéra National de Paris. Il enseigne aux garçons en sixième division.
Par ailleurs, il chorégraphie et met en scène deux spectacles au théâtre Mogador, Mon premier Lac des cygnes en 2022, et Mon premier Casse-Noisette en 2023. L'objectif de ces productions est de faire découvrir la danse classique aux enfants, grâce à des versions raccourcies (deux fois quarante minutes chacune) et adaptées de grands ballets du répertoire.

## Répertoire
- Casse-noisette : Drosselmeyer - le Prince, Danse arabe
- Paquita : Lucien d'Hervilly, Iñigo
- Roméo et Juliette : Roméo, Benvolio
- Notre-Dame de Paris : Phoebus
- La Bayadère : Solor, l'Esclave
- Clavigo : Beaumarchais
- Wuthering Heights : Edgar
- Le Lac des cygnes : Siegfried, Rothbart
- Don Quichotte : Basilio, Espada, le Gitan
- Jewels : Emeraudes, Diamants
- Ivan le Terrible : Kourbski
- Les Quatre tempéraments : Sanguin
- La Belle au bois dormant : l'Oiseau Bleu
- Giselle : Albrecht, Hilarion
- Mirages : le Marchand
- Cendrillon : l'Acteur-vedette, le Producteur
- La Dame aux camélias : Armand Duval, Gaston Rieux
- Coppélia : Franz
- Raymonda : Jean de Brienne, Abderam
- L'Oiseau de feu : l'Oiseau de Feu, l'Oiseau-Phénix
- Les Enfants du paradis : Frédéric Lemaître
- Suite en blanc : Mazurka, Thème varié
- Don Quichotte : Basile

## Filmographie
- Don Quichotte, avec Aurélie Dupont, Manuel Legris, Marie-Agnès Gillot et les danseurs de l'Opéra de Paris
- Paquita, avec Agnès Letestu, José Martinez, Isabelle Ciaravola et les danseurs de l'Opéra de Paris
- Ivan le Terrible, avec Nicolas Le Riche, Eleonora Abbagnato et les danseurs de l'Opéra de Paris
- Le Lac des cygnes, avec Agnès Letestu, José Martinez et des danseurs de l'Opéra de Paris
- La Dame aux Camélias, avec Agnès Letestu, Stéphane Bullion, Dorothée Gilbert et les danseurs de l'Opéra de Paris
- Casse-noisette (à paraître), avec Myriam Ould-Braham, Jérémie Bélingard, Isabelle Ciaravola et les danseurs de l'Opéra de Paris